# آجیلی
آجیلی (به لاتین: Adzhily) یک منطقه مسکونی در جمهوری آذربایجان است که در شهرستان ایمیشلی واقع شده است.